# Azemiops
Azemiopinae é o nome de uma subfamília monogenérica criada para o género Azemiops que inclui as espécies de víboras peçonhentas A. feae e A. kharini. Não são reconhecidas subespécies. O primeiro espécime foi recolhido pelo explorador italiano Leonardo Fea, e foi descrito como um novo género e uma nova espécie por Boulenger em 1888. Anteriormente eram consideradas como sendo das víboras mais primitivas, mas estudos moleculares mostraram que se trata de um táxon irmão das víboras-de-fossetas. Podem ser encontradas nas montanhas do Sudeste Asiático na China, sudeste do Tibete e Vietname. Nome comum víboras-de-Fea.

## Descrição
Nenhuma das espécies atinge 1 m de comprimento. Segundo Liem et al. (1971), o comprimento máximo é 77 cm, enquanto Orlov(1997) descreveu um macho e uma fêmea que mediam 72 cm e 78 cm, respectivamente.
Foi considerada o mais primitivo de todos os viperídeos por várias razões. É razoavelmente corpulenta com cauda curta, mas as escamas dorsais são suaves e não enquilhadas como as da maioria das víboras. A cabeça, ligeiramente achatada e de forma mais elíptica que triangular, não está coberta por numerosas escamas pequenas como na maioria das outras víboras, mas sim por grandes escudos como nos colubrídeos e elápidos. Adicionalmente, o crânio está construído de maneira diferente. Possui, no entanto, um par de presas ocas e rotativas, ainda que curtas. As presas apresentam uma crista na ponta a um lado do orifício de descarga, assim como uma estrutura laminar na superfície ventral apenas encontrada em algumas espécies opistóglifas e de Atractaspididae. As glândulas produtoras de toxina são relativamente pequenas. Finalmente, e ao contrário da maioria das víboras, a víbora-de-Fea é ovípara e hiberna durante o inverno.
O padrão de cores da víbora-de-Fea é impactante; no dorso a sua cor corporal básica é um cinza-azulado a preto brilhantes, acentuado por várias bandas transversais espaçadas e estreitas de cor branco-alaranjado. A cabeça é cor de laranja a ligeiramente amarelada com um distinto padrão cruzado delimitado a cinza. Os olhos são amarelados com pupilas verticais. Na zona ventral, predomina o cinza-esverdeado, com pequenas manchas mais claras. O queixo e a garganta são variegados de amarelo.
As suaves escamas dorsais encontram-se arranjadas em 17 linhas a meio-corpo. A placa anal é indivisa, mas as subcaudais apresentam-se em duas filas. A contagem ventral está cerca de 180 e de subcaudais cerca de 40. As internasais e pré-frontais são sub-iguais em comprimento. A frontal é ligeiramente mais larga que comprida, aproximadamente três vezes mais ampla que a supraocular. As parietais são tão longas como a sua distância à ponta do focinho. A escama loreal é pequena, pentagonal. Estão presentes duas ou três pré-oculares e duas pós-oculares assim como duas temporais anteriores sobrepostas, mas apenas a superior em contacto com as pós-oculares. Tem seis labiais superiores, a primeira e a segunda sendo as menores, a terceira entra no olho, e a quinta e a sexta são as maiores. Tem sete labiais inferiores, a primeira é grande e forma uma sutura com a que lhe está adjacente, a segunda é pequena. Tem um par de escudos curtos no queixo.

## Distribuição geográfica
Estas serpentes distribuem-se desde o norte do Vietname, sul da China (Fujian, Guangxi, Jiangxi, Guizhou, Sichuan, Yunnan, Zhejiang), sudeste de Mianmar e sudeste do Tibete. A localidade-tipo é "Kakhien Hills" (Montes Kachin), Mianmar.  As duas espécies encontram-se separadas pelo rio Vermelho, com A. kharini a leste e A. feae a oeste.

## Habitat
Encontradas em regiões montanhosas a altitudes de até 1000 m, preferem climas mais frescos, com temperatura média de 20-25 °C. Por vezes são encontradas nas bermas de estradas, em palha e pastagens, campos de arroz, e até em ou próximo de casas. No Vietname, o seu habitat preferido é descrito como sendo florestas de bambú e fetos arbóreos com clareiras, onde o chão da floresta se encontra coberto de vegetação em decomposição, com bastantes afloramentos rochosos e muitos cursos de água, superficiais e subterrâneos. É uma serpente crepuscular e prefere ambientes muito húmidos para abrigar-se.

## Comportamento
Esta serpente apresenta uma característica forma de comportamento ameaçador. Quando perturbada achata o corpo para parecer mais larga, e as suas mandíbulas projetam-se para fora, dando à cabeça normalmente ovoide uma forma triangular. Por vezes faz vibrar a cauda. Em último recurso poderá atacar, podendo ou não usar as suas presas. Ao contrário de Orlov (1997), que diz tratar-se de uma serpente nocturna, Zhao et al. (1981) dizem tratar-se de uma serpente crepuscular, activa desde princípios de março até finais de novembro.

## Alimentação
Aparentemente alimentam-se de pequenos mamíferos. Num espécime imaturo capturado descobriu-se que havia ingerido um musaranho (Crocidura attenuata). Em cativeiro, observa-se que são relutantes no que toca a alimentar-se, mas quando se observaram alimentando-se, comeram ratos recém-nascidos, e apenas à noite. Em várias ocasiões nas quais se observaram enquanto se alimentavam, a presa não foi soltada depois de ser mordida.

## Peçonha
O perfil da peçonha da víbora-de-Fea é muito similar áquele da víbora-de-Wagler (Tropidolaemus wagleri).
Outro estudo determinou que a actividade enzimática de um extracto da glândula de peçonha de A. feae era similar à das restantes peçonhas viperinas, no entanto, a peçonha de Azemiops não possui actividade coaguladora, hemorrágica ou miolítica.